# Bone Thugs-n-Harmony
I Bone Thugs-n-Harmony sono un gruppo hip hop statunitense di Cleveland, costituito da cinque membri.
- Krayzie Bone, all'anagrafe Anthony Henderson, nato il 17 giugno 1974
- Layzie Bone, all'anagrafe Stephen Howse, nato il 23 settembre 1975
- Wish Bone, all'anagrafe Charles C. Scruggs, Jr., nato il 17 febbraio 1975
- Flesh-n-Bone, all'anagrafe Stanley Howse, nato il 10 giugno 1973
- Bizzy Bone, all'anagrafe Bryon Anthony McCane, nato il 12 settembre 1976

Si distinguono per la velocità metrica, la grande presenza di cori e l'attitudine gangsta. Il gruppo dimostra di sapersi differenziare da gruppi come N.W.A., Public Enemy, Compton's Most Wanted, Boogie Down Productions e 2 Live Crew soprattutto per aver mantenuto una propria coerenza musicale, rimasta invariata nel tempo.

## Storia del gruppo

### Le difficoltà iniziali
I Bone Thugs (Krayzie Bone, Wish Bone, Flesh-n-Bone, Layzie Bone e Bizzy Bone), provenienti dal midwest di Cleveland, si formano nei primi anni novanta, ma non trovano subito molti sbocchi per il successo. Dalla fine degli anni ottanta, prima che gli N.W.A. inizino a far conoscere la scena di Los Angeles al grande pubblico, l'hip hop viene soprattutto da New York. All'inizio degli anni '90, mentre i Bone Thugs cercano di trovare un'etichetta, la scena è dominata dall'East Coast e dalla West Coast: il Midwest è totalmente in sordina. Il loro primo album, intitolato Faces of Death, viene pubblicato col nome di B.O.N.E. Enterpri$e all'inizio del 1993. Il fratello maggiore di Layzie, Flesh-n-Bone, partecipa a una traccia dell'album senza essere ancora membro del gruppo.
La loro carriera giunge a una svolta nello stesso 1993, quando il gruppo si sposta a Los Angeles per incontrare Eazy-E, titolare della Ruthless Records, con la quale stipulano un contratto. L'interesse verso di loro è mosso dall'esigenza di presentare un prodotto nuovo, che non appartenga a nessuna costa: ogni costa riflette uno stereotipo di rap di cui il mercato è ormai saturo.
Il loro primo EP, Creepin on ah Come Up, primo lavoro per la Ruthless, rimane nel circuito degli amanti del gangsta rap sino alla pubblicazione dei singoli Thuggish Ruggish Bone e Foe Tha Love Of $ (quest'ultima con versi di Eazy-E), che determinano una vera esplosione di interesse per il gruppo e gli permettono di piazzarsi al numero 12 delle classifiche di Billboard. Il suono ruvido e le liriche violente e aggressive, che contengono una forte dose di rabbia contro una società che li ha fatti crescere nelle strade violente ed economicamente depresse di Cleveland, sono un'arma vincente, assieme ai video dei due singoli sopra citati. Le basi musicali di Kenny McCloud, Rhythm D, DJ Yella e DJ U-Neek concludono la panoramica su un lavoro capace di guadagnare tre dischi di platino.

### Il primo album
Nel 1995 esce E 1999 Eternal, debuttando al numero 1 e rivelandosi in seguito uno degli album più apprezzati del decennio. Le liriche si diversificano dai contenuti incentrati sulla violenza criminale, anche se una considerabile porzione dell'album rimane basata su tali temi, virando poi su temi più profondi e una certa spiritualità, toccando anche il consumo di cannabis con uno dei pezzi "marchio di fabbrica" dei Bone, ovvero Buddah lovaz. L'album si completa con una copertina dal tema apocalittico, rafforzato dalla convinzione del gruppo che il mondo avrà fine nel 1999. I singoli sono 1st Of Tha Month e East 1999. Riscuote più dischi di platino con il brano Tha Crossroads. Vincono il Grammy Award nel 1996 per "Best Rap Performance".
Nel 1995, i Bone partecipano alla colonna sonora dell'opera di Russell Simmons The Show con la traccia intitolata Everyday Thang. La traccia non ha nulla a che fare con quella omonima contenuta nel successivo album Faces of Death, essendo simile piuttosto a diverse tracce di E 1999 Eternal.

### The Art of War
Prima dell'uscita, nell agosto del 1997, del doppio cd The Art of War, il gruppo rimane senza Flesh-N-Bone. I Bone Thugs fanno uscire un album sotto il nome di Mo Thugs Family. Il progetto non riscuote molto successo, così come il cd solista di Flesh, T.H.U.G.S.. Il doppio album seguente non è all'altezza di E 1999 Eternal, ma il singolo Look into My Eyes va al quarto posto nelle classifiche. La band prende una pausa, producendo album solisti dei singoli membri: Heaven'z Movie (1998, di Bizzy Bone), Thug Mentality (1999, di Krayzie Bone), 5th Dog Let Loose (2000, di Flesh-N-Bone). Layzie Bone si fa produttore esecutivo di alcuni album della Mo Thugz Family. Nessuno di questi progetti, però, si dimostra in grado di arrivare nelle charts.

### La riunione perBTNHResurrection
Nel 2000 esce il cd del gruppo al completo, BTNHResurrection. Alla fine del 2000 esce The Collection, Vol. 2. Nel 2002 i Bone Thugs tornano con il brano Home, realizzato con Phil Collins. Il progetto riscuote un modesto successo, rendendo il gruppo quasi incapace di eguagliare i picchi delle uscite precedenti.
Sebbene i Bone Thugs restino ancorati alla vecchia scuola e a uno stile che può catalogarsi piuttosto datato, a loro va il merito di aver portato un'ondata innovativa all'interno dei loro prodotti e dell'aver fatto emergere musicalmente la scena del Midwest.

## Discografia
- 1993 - Faces of Death
- 1994 - Creepin On Ah Come Up
- 1995 - E 1999 Eternal
- 1997 - The Art of War
- 2000 - BTNHResurrection
- 2002 - Thug World Order
- 2006 - Thug Stories
- 2007 - Strenght & Loyalty
- 2009 - Uni5: The World's Enemy
- 2013 - The Art of War: World War III
- 2015 - E. 1999 Legends
- 2017 - New Waves

### Compilation e raccolte
- 1998 - The Collection, Vol. 1
- 2000 - The Collection, Vol. 2
- 2004 - Greatest Hits
- 2007 - T.H.U.G.S.
- 2013 - Lost Archives, Vol. 1